# Jakob Stammler
Jakob Stammler, auch Jakobus Stammler (* 2. Juni 1840 in Bremgarten AG; † 17. April 1925 in Solothurn) war ein Schweizer Kunsthistoriker und römisch-katholischer Bischof von Basel.

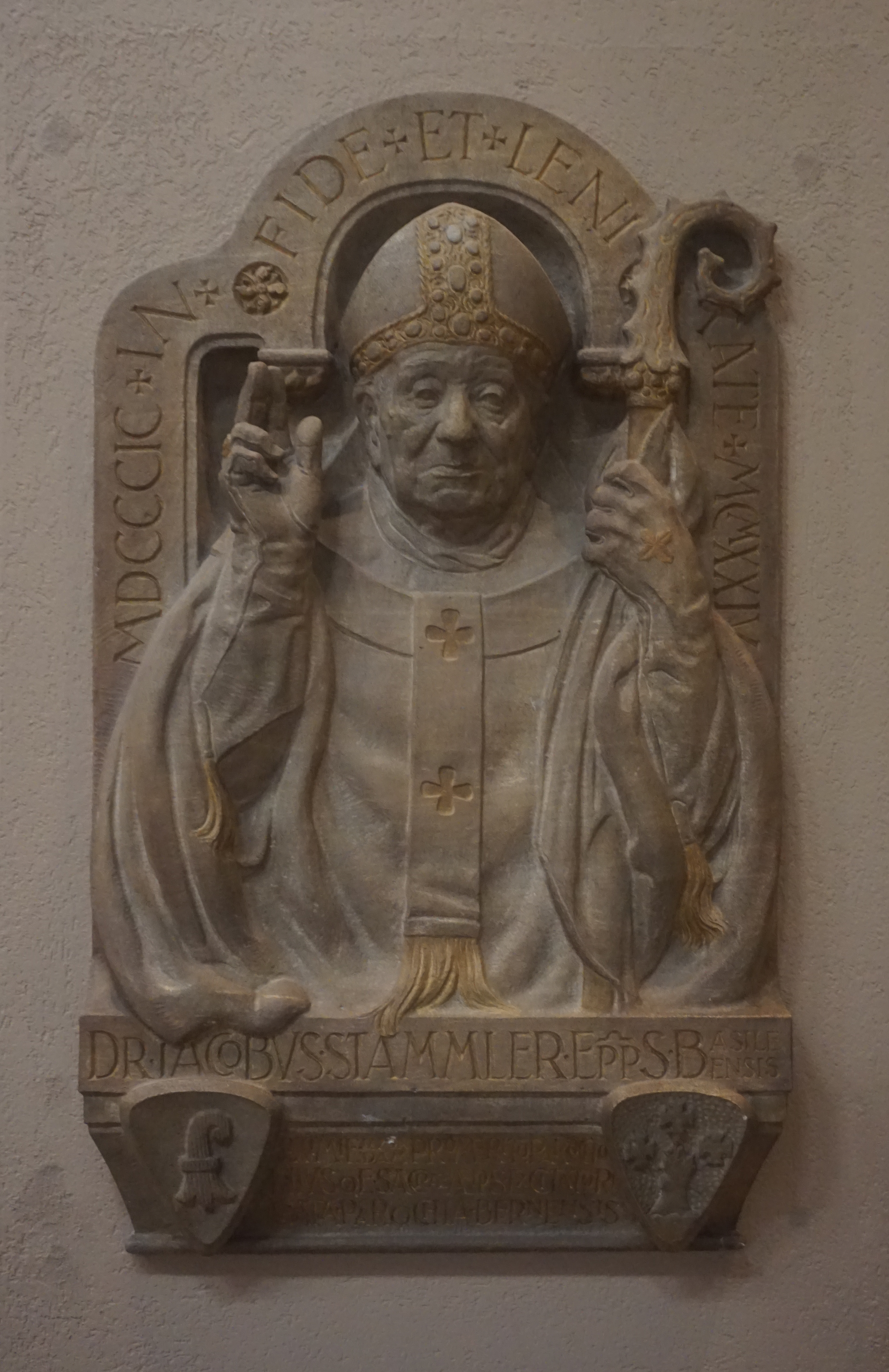
Epitaph für Bischof Dr. Jakob Stammler, von August Weckbecker, in der Dreifaltigkeitskirche zu Bern. Kalkstein (1925)

## Leben
Der Sohn eines Metzgers besuchte das Gymnasium des Klosters Einsiedeln und studierte danach Theologie und Kunstgeschichte in Mainz und Löwen. 1864 bis 1876 wirkte er als Pfarrer in Oberrüti und danach in Bern, wo auf seine Initiative hin die Dreifaltigkeitskirche gebaut wurde. 1903 veröffentlichte er sein Werk Die Pflege der Kunst im Kanton Aargau sowie ein Lehrbuch der Kirchengeschichte und wurde im selben Jahr von der Universität Freiburg zum Ehrendoktor der Philosophie ernannt.
1906 wurde Jakob Stammler von Papst Pius X. zum Bischof von Basel und Lugano ernannt. Die Bischofsweihe spendete ihm am 30. September 1906 der damalige Bischof von Chur, Johannes Fidelis Battaglia.
1908 gab er ein Diözesangesangbuch heraus. Stammler war verantwortlich für den 1923 vollendeten Neubau des Priesterseminars in Luzern. Bischof Stammler war von 1918 bis 1924 Vorsitzender der Schweizer Bischofskonferenz (SBK).